# Tord de Guadalcanal
El tord de Guadalcanal (Zoothera turipavae) és un ocell de la família dels túrdids (Turdidae).

## Hàbitat i distribució
Habita el terra dels boscos de muntanya de l'illa de Guadalcanal, a les Salomó.